# MAÚT Magyar Út- és Vasútügyi Társaság
A MAÚT Magyar Út- és Vasútügyi Társaság a közúti és vasúti infrastruktúra érdekében egyesületi keretek között működő közhasznú szakmai szervezet. A társaság 1994-ben jött létre, a műszaki szabályozásban érdekelt felek, személyek és intézmények tevékenységének összefogása és összehangolása céljából. Kulcstevékenysége: korszerű műszaki szabályozási dokumentumok megjelentetése, és rendszerben történő folyamatos, naprakész működtetése.

## Megalapítása
Az alapítók között az útépítési szakma valamennyi érdekelt szereplője képviseltette magát (megrendelői oldal, állami háttérintézmények, közútkezelő, -fejlesztő és beruházó társaságok, hatóságok, engedélyező szervezetek, egyetemek, főiskolák, kutatóintézetek, tervezői, lebonyolítói, kivitelezői gazdasági társaságok, vállalkozások). Alapvető célkitűzésük, hogy a megbízó és vállalkozó közötti szerződések általánosan elfogadott szakmai előírásokon alapuljanak.

## Szakmai előírások kidolgozása
A rendszer lényegében a nemzeti szabványosításról szóló 1995. évi XXVIII. törvény hatályba lépése idején, az abból adódó jelentős változásokat követve alakult ki. A vonatkozó dokumentumok (előírások) sora felöleli az út- és hídügy területén a tervezés, építés, üzemeltetés, fenntartás legkülönbözőbb témaköreit. Az érintett és érdekelt csoportok által általánosan ismert és elismert, jól működő szabályozási rendszer konzekvens alkalmazásával a közúti beruházások, az útfenntartás és az útüzemeltetés feladatai gazdaságosan, egységesen, naprakészen, korszerű ismeretek alkalmazásával és kellően jó minőségben végezhetők. 
A közel negyedszázados intenzív és folyamatos tevékenység eredményeit, sikereit nagy részben a társaság modelljéből és struktúrájából következő szakmai-társadalmi kontroll, az ún. közmegegyezési folyamat biztosítja.
Az egyes dokumentumokat kidolgozó, szükség esetén átdolgozó, aktualizáló munkabizottságok tagjai a szakterületen tapasztalattal rendelkező, a szakmai közéletben ismert szakemberek közül kerülnek felkérésre. Kiemelt szempont, hogy a megrendelői oldal, a hatóságok, a tudományos szakmai élet és a tervezői, lebonyolítói, kivitelezői szakértői kör képviselete, szempontjai a lehető legteljesebb mértékben, folyamatosan megjeleníthetők legyenek, jól tükrözve a műszaki szabályozási problémák sokszínűségét és a közös érdekeket.
A Társaság alapvető törekvése, hogy a folyamatos tevékenység eredményei biztos hátteret jelenthessenek az útépítési piac valamennyi szereplőjének. A megjelenő új műszaki szabályozási dokumentumokon keresztül biztosított „egységes nyelv”, azaz egységes megoldási módok megalkotása és alkalmazása biztosítja az építtetői, tervezői, hatósági, kivitelezési és egyéb kapcsolódó tevékenységek műszaki megalapozottságát, áttekinthetőségét, koordináltságát és biztonságát.

### Útügyi Műszaki Előírások
Az útügyi szakterületen jelenleg kb. 220 db útügyi műszaki szabályozási dokumentum van, mintegy 9000 oldal összterjedelemben. Az egyik fő gyakorlati célkitűzés, hogy a tudomány, a jogszabályi változások és a műszaki gyakorlat új eredményeinek felhasználásával egy-egy előírás átlagosan hét-tíz évenkénti frissítése megvalósulhasson.
A fejlődés 2009-ben kapott új lendületet, ekkor indult meg az előírások elektronikus terjesztése. A működést támogató e-UT® Digitális Útügyi Előírástár előfizetői között az állami és önkormányzati megrendelők mellett tervező, kivitelező, lebonyolító, gyártó és kutató-oktató profilú felhasználók egyaránt találhatók. A rendszer alkalmas az előírások újdonságainak rugalmas és gyors követésére is.

### e-VASUT
A vasúti műszaki szabályozás területén 2012 óta szoros együttműködés alakult ki a Magyar Államvasutak Zrt-vel, amely a vizsgálandó szabályozási rendszer egyik fő szereplője, egyben a létrehozandó e-VASUT rendszer jövőbeni kiemelt felhasználója. 2013-ban a felek Együttműködési megállapodásban rögzítették, hogy a MÁV egyetért a MAÚT célkitűzéseivel, támogatja azok megvalósulását. 2015-ben sor került a folytatás célkitűzéseinek rögzítésére. A feleken túl minden érdekelt és érintett szervezet és szakember érdeke, hogy a létrejött rendszert a lehető legszélesebb körben felhasználják. 2016 végéig a MÁV-nál befejeződött a rendszer tesztelése, amely kijelölte a széleskörű bevezetés feltételeit.

## Együttműködés
A Nemzeti Fejlesztési Minisztérium 2013-ban, majd 2014-ben Stratégiai Partnerségi megállapodást kötött a társasággal, annak érdekében, hogy a jogszabály előkészítésért felelős miniszter közvetlenül vonjon be az adott tárgykör tekintetében széles társadalmi réteg érdekeit megjelenítő, illetve kimagasló szakmai teljesítményt nyújtó szervezeteket, intézményeket.